# Heterobranchus
Heterobranchus ist eine in Afrika vorkommende Fischgattung aus der Familie der Kiemensackwelse (Clariidae). Heterobranchus-Arten kommen im tropischen Afrika südlich der Sahara und im Nil vor.

## Merkmale
Sie besitzen einen stromlinienförmigen, torpedoförmigen Körper, einen dorsoventral abgeflachten Kopf und erreichen Körperlängen von 64 cm bis 1,5 Meter. Rücken- und Afterflosse sind lang, die Brustflossen besitzen einen kräftigen Stachelstrahl. Die Bauchflossen haben eine schmale Flossenbasis. Im Unterschied zur äußerlich ähnlichen Kiemensackwelsgattung Clarias haben die Heterobranchus-Arten eine gut entwickelte, lange Fettflosse. Rund um das Maul sind vier Bartelpaare angeordnet. Prämaxillare und Vomer sind mit bandförmig angeordneten Zähnen besetzt. Die Arten sind graubraun oder grau bis grüngrau gefärbt, mit hellerer bis gelber Unterseite, einige Individuen aller Arten sind dunkel gefleckt.
Wie einige verwandte Gattungen, können Heterobranchus-Arten mit einer als Suprabranchialorgan bezeichneten Struktur, die aus dem zweiten und vierten Kiemenbogen gebildet wird, atmosphärische Luft atmen. Die Tiere können so Strecken von einigen Hundert Meter über Land zurücklegen, wobei die Brustflossen als Fortbewegungsorgane eingesetzt werden.

## Arten
Fishbase listet vier Arten.
- Heterobranchus bidorsalis Geoffroy Saint-Hilaire, 1809 (Typusart der Gattung). Körperlänge bis 80 Zentimeter. Im Nil-Oberlauf, Niger-System einschließlich Benue, Volta, Senegal und Gambia. Die Art wird in Fischteichen gehalten und gezüchtet.
- Heterobranchus boulengeri Pellegrin, 1922. Körperlänge bis 64 Zentimeter. Selten gefunden, häufiger wohl nur im Mwerusee, auch im Unterlauf seines Zuflusses Luapula nachgewiesen.
- Heterobranchus isopterus Bleeker, 1863. Körperlänge bis 51 Zentimeter. Gewässer an der westafrikanischen Küste vom Konkouré in Guinea bis zum Ohumbe in Kamerun, an einer Stelle auch im oberen Senegal.
- Heterobranchus longifilis Valenciennes, 1840. Körperlänge bis 117 Zentimeter, Maximalgewicht bis 50 Kilogramm. Im Nil, Benue, Schari, Niger, Volta, Gambia und anderen Gewässern nahe der westafrikanischen Küste von Guinea bis zum Sanaga, im gesamten Kongo-System, Eduardsee, Tanganjikasee, Sambesi einschließlich Kariba-Talsperre, Malawisee und dessen Abfluss Shire, Pungwe und Búzi. In weitere Gebiete Afrikas, so in die Elfenbeinküste, in Fischzuchten eingeführt und gezüchtet.

## Systematik
Bei einer phylogenomischen Analyse (anhand der Sequenz des Cytochrom b-Gens) erwies sich die Gattung als monophyletisch, wie dies auch die morphologische Analyse durch Teugels und Denayer nahegelegt hatte. Die verwandte Gattung Clarias erwies sich ihr (und der Gattung Channallabes) gegenüber als paraphyletisch. Heterobranchus bidorsalis ist mit einigen Clarias-Arten wie zum Beispiel Clarias anguillaris und Clarias gariepinus kreuzbar, die Hybride sind fruchtbar. Teilweise werden die Hybride in kommerziellen Fischzuchten verwendet.